# ريتشارد رايدر
ريتشارد هود جاك دادلي رايدر (بالإنجليزية: Richard D. Ryder)‏ (مواليد 1940) هو كاتب وعالم نفس بريطاني، ومن المدافعين عن حقوق الحيوان.

## روابط خارجية
- ريتشارد رايدر على موقع IMDb (الإنجليزية)